# Retardatário
Retardatário é um adjetivo atribuído a alguém que está atrasado em relação ao tempo, ao local ou a um grupo de pessoas. Este termo é muito utilizado em corridas quando um competidor mais adiantado na prova encontra no seu caminho outro mais atrasado, completando assim uma volta de avanço sobre ele.

## Fórmula 1
De acordo com as regras da FIA, quando um piloto mais avançado encontra um retardatário a sua frente este é obrigado a ceder passagem e não interferir em qualquer disputa de posição, com o risco de ser punido ou desclassificado no caso de não cumprir a regra. Na Fórmula 1, o retardatário é  um carro que é ultrapassado por um carro que está em posição melhor na corrida.